# 狐狸座OB1
狐狸座OB1是一個在其中誕生了一批大質量恆星的OB星協。它最早是由W.W.摩根（1953年）等人確認的。該星協位於獵戶臂，距離太陽大約7,500光年。包含在這個星協中的星雲包括NGC 6820和NGC 6823，以及 Sh2-88。
狐狸座OB1包含近100顆OB型恒星和800多顆年輕恆星天體。該星協長約100秒差距，且均勻形成。這個年輕恆星天體以兩個群體的形式存在，一個群體代表孤立的年輕恆星天體，另一個群體包括紅外星雲。在Sh2-86、Sh 2-87、Sh 1-88、緻密HII區和其它星團，例如Cr 404周圍，都有很多年輕恆星天體的族群。這被懷疑是由觸發的恆星形成引起的。OB型恆星在這個區域塑造了許多柱狀結構。